# Muhammad XI av Granada
Muhammad XI av Granada, död 1454, var sultan av Granada 1453–1454.